# Ole Petter Pollen
Ole Petter Pollen, född den 16 september 1966 i Rygge, är en norsk seglare.
Han tog OS-silver i Flying Dutchman i samband med de olympiska seglingstävlingarna 1988 i Seoul.